# Pteraster corynetes
Pteraster corynetes is een zeester uit de familie Pterasteridae.
De wetenschappelijke naam van de soort werd in 1916 gepubliceerd door Walter Kenrick Fisher.